# Stor-Nävertjärnen, Ångermanland
Stor-Nävertjärnen är en sjö i Sollefteå kommun i Ångermanland och ingår i Ångermanälvens huvudavrinningsområde.